# Waya Island
Waya Island är en ö i Fiji.   Den ligger i divisionen Västra divisionen, i den nordvästra delen av landet, 170 km nordväst om huvudstaden Suva. Arean är 23,0 kvadratkilometer.
Terrängen på Waya Island är lite kuperad. Öns högsta punkt är 517 meter över havet. Den sträcker sig 7,3 kilometer i nord-sydlig riktning, och 5,7 kilometer i öst-västlig riktning.